# Gracula ptilogenys
Gracula ptilogenys е вид птица от семейство Скорецови (Sturnidae). Видът е почти застрашен от изчезване.

## Разпространение
Видът е разпространен в Шри Ланка.